# محمد العزب موسى
محمد العزب موسى هو كاتب وصحفي مصري وُلد عام (1935 - 1355 هـ)، وشغل منصب نائب رئيس تحرير جريدة الأخبار المصرية، وتوفي عام (1993 - 1413 هـ) عن عمر يناهز 57 عاما.

## من مؤلفاته
للكاتب محمد العزب موسى ما يقرب من ثلاثون كتابا مؤلفا ومترجما ما بين الرواية والأدب والتاريخ، ومن أبرزها:
- هزيمة الهكسوس: صدر عام 1967 عن دار الكتاب العربي للطباعة والنشر والتوزيع بالقاهرة.[5]
- حرب الأفيون: صدر عام 1968.
- وحدة تاريخ مصر: صدر عام 1972 عن الهيئة العامة لقصور الثقافة بالقاهرة.[6][7]
- حرية الفكر: صدر عام 1979 عن المؤسسة العربية للدراسات والنشر والتوزيع بالقاهرة.[8]
- أول ثورة على الإقطاع: يقع الكتاب في 157 صفحة ويضم نصوص ثورة المصريين على الهكسوس، ويناقش الظروف السياسية التي أدت للثورة.[9]
- حضارات مفقودة (اطلانطس - ديلمون - بومبى - الانكا كوارث كونية)
- عندما حكمت مصر الشرق: صدر عن مكتبة مدبولى الصغير بالقاهرة.[10]
- دراسات إسلامية في التفسير والتاريخ: صدر عام 1980 عن المؤسسة العربية للدراسات والنشر والتوزيع بالقاهرة.[11]
- حصاد الفكر: صدر عام 1984 عن دار المأمون للطباعة والنشر والتوزيع بالقاهرة.[12]
- اسرار الهرم الأكبر (دراسة اثرية تاريخية عن هرم خوفو وعصره): صدر عام 1985 عن مؤسسة المعارف للطباعة والنشر بالقاهرة.[13]
- الدب ساعى بريد الغابة: صدر عام 1985 عن الهيئة المصرية العامة للكتاب بالقاهرة.[14]
- حقائق وغرائب
- حكماء وادي النيل: صدر عام 1990 عن مؤسسة أخبار اليوم للصحافة والطباعة والنشر بالقاهرة، وكتبت مقدمة الكتاب نعمات أحمد فؤاد.[15]
- ابكى يا بلادى الحبيبة: صدر عام 1991 عن الهيئة المصرية العامة للكتاب بالقاهرة.[16]
- رحلة كون: صدر عام 1994 عن الهيئة المصرية العامة للكتاب بالقاهرة.[17]
- صفحات من تأريخ البحرين في العصر الإسلامي
- آلة الزمن (ترجمة).